# Kississing Lake
Kississing Lake är en sjö i Kanada.   Den ligger i provinsen Manitoba, i den centrala delen av landet, 2 100 km nordväst om huvudstaden Ottawa. Kississing Lake ligger 310 meter över havet. Arean är 263 kvadratkilometer. Den sträcker sig 25,3 kilometer i nord-sydlig riktning, och 30,6 kilometer i öst-västlig riktning.
Trakten runt Kississing Lake är nära nog obefolkad, med mindre än två invånare per kvadratkilometer.